# HMCS Huron (G24)
Lo HMCS Huron (pennant number G24) fu un cacciatorpediniere della Royal Canadian Navy appartenente alla classe Tribal, entrato in servizio nel luglio 1943.
Attivo durante la seconda guerra mondiale, il cacciatorpediniere operò sulle rotte dei convogli artici e durante le azioni navali connesse allo sbarco in Normandia; nel periodo successivo al conflitto, l'unità partecipò anche alle operazioni della guerra di Corea. Radiato dal servizio attivo nell'aprile 1963, lo scafo dell'incrociatore fu successivamente venduto per la demolizione; una delle sue torri d'artiglieria è stata preservata ed è oggi in mostra presso il Royal Military College of Canada di Kingston.

## Storia

### La seconda guerra mondiale

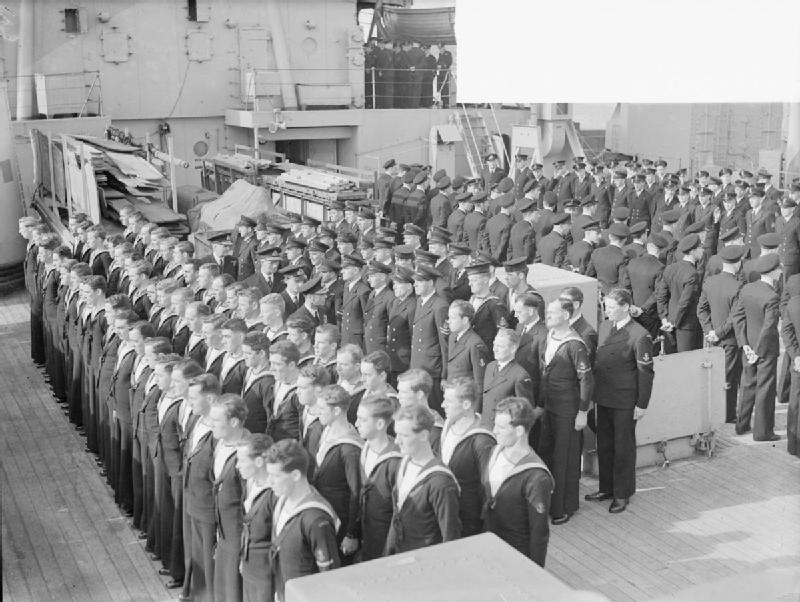
L'equipaggio della nave schierato per un'ispezione

Ordinata ai cantieri della Vickers-Armstrongs di Newcastle upon Tyne il 5 aprile 1940, la nave venne impostata il 15 luglio 1941 con notevole ritardo sulla data prevista a seguito dell'elevato sovraffollamento del cantiere, ingombro di unità da riparare dopo gli eventi della campagna di Norvegia e della campagna di Francia]; l'unità venne quindi varata il 25 giugno 1942 con il nome di HMCS Huron in onore dell'omonimo popolo di nativi canadesi, ed entrò ufficialmente in servizio il 28 luglio 1943.
Dopo il completamento delle prove in mare, lo Huron fu inviato alla base di Scapa Flow per essere aggregato alla Home Fleet britannica. Inserita nella 3rd Destroyer Flotilla, la nave partecipò inizialmente alle manovre della flotta e, tra il 1º e l'11 ottobre, compì un viaggio a Murmansk trasportando rifornimenti per le unità della Royal Navy dislocate nei porti dell'Unione Sovietica, ospitando a bordo per il viaggio di ritorno a Scapa Flow alcuni diplomatici sovietici diretti nel Regno Unito. Al suo rientro alla base l'11 ottobre, il cacciatorpediniere riportò alcuni danni dopo una collisione con una petroliera che lo obbligarono a lavori in cantiere a Leith fino al 14 novembre. Lo Huron fu quindi destinato alle operazioni di scorta dei convogli mercantili diretti al porto Murmansk lungo la "rotta artica": la sua prima missione si svolse tra il 18 novembre e il 5 dicembre, quando scortò il convoglio JW54A dal Regno Unito a Murmansk e il convoglio RA54B diretto in senso opposto.
Il cacciatorpediniere continuò con le operazioni di scorta ai convogli artici fino al febbraio 1944, quando fu richiamato nella base di Plymouth e aggregato alla 10th Destroyer Flotilla in previsione del futuro sbarco in Normandia. Lo Huron trascorse quindi i successivi tre mesi impegnato in esercitazioni preparatorie allo sbarco, in missioni di pattugliamento contro il traffico navale tedesco nelle acque della Manica e del Golfo di Biscaglia (operazione Tunnel) e in operazioni di scorta ai posamine intenti a depositare sbarramenti minati lungo le coste francesi. Il 26 aprile, in compagnia di altre unità, il cacciatorpediniere intercettò tre torpediniere tedesche classe Elbing a nord dell'Île-de-Batz, intente a scortare un convoglio costiero: nella successiva azione lo Huron colò a picco la torpediniera tedesca T29 con il fuoco dei suoi cannoni, anche se riportò alcuni danni quando entrò in collisione con il cacciatorpediniere HMS Ashanti durante il rientro a Plymouth.

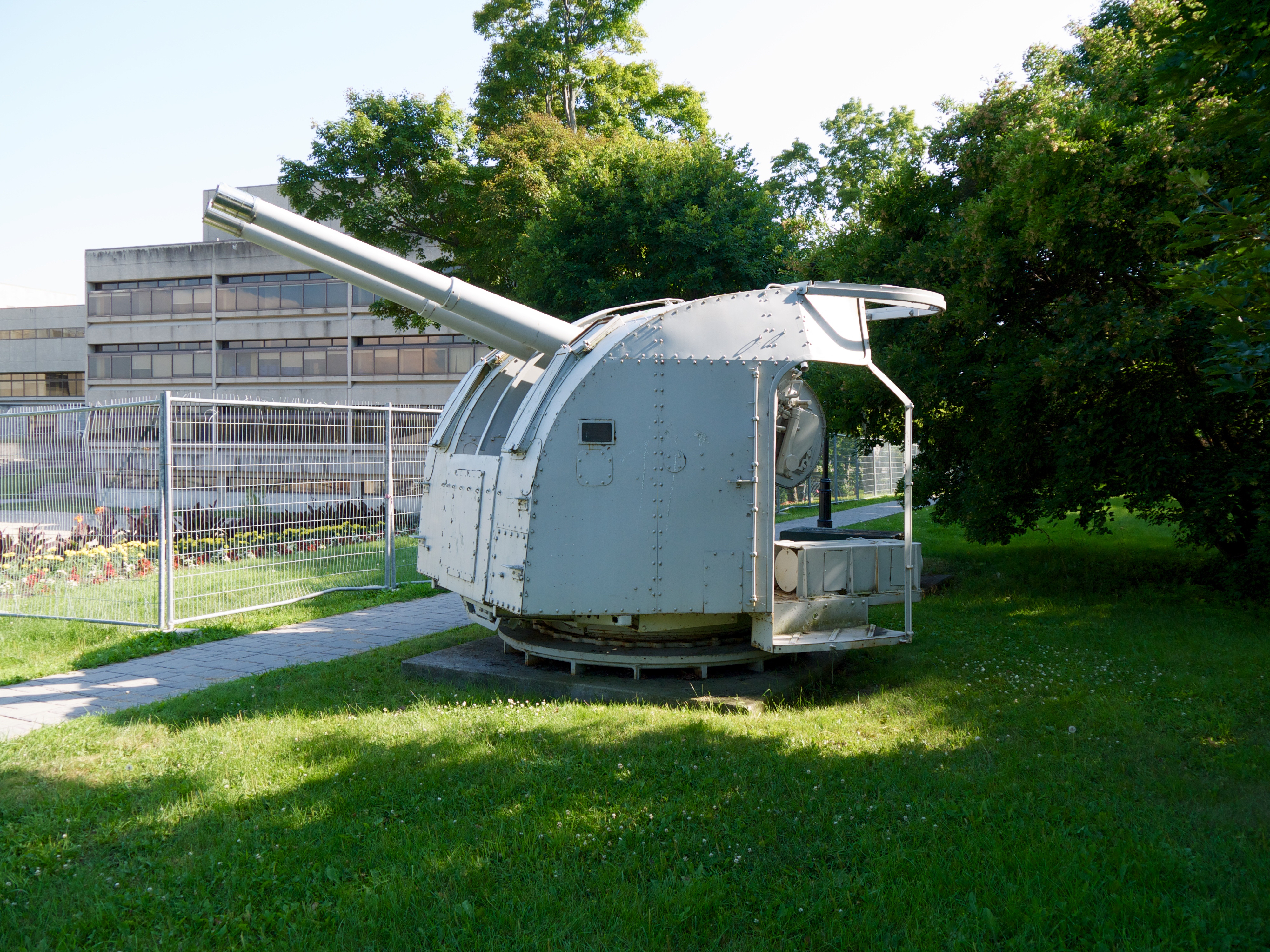
Una delle torri da 120 mm del cacciatorpediniere, oggi esposta presso il Royal Military College of Canada

Il 5 giugno 1944 lo Huron salpò da Plymouth per prendere parte alla fase navale dello sbarco in Normandia (operazione Neptune). Inizialmente il cacciatorpediniere pattugliò le acque a nord delle Isole del Canale, per poi spostarsi in direzione delle coste della Bretagna; il 9 giugno l'unità fu presente alla battaglia di Ushant: allertata dalle intercettazioni di Ultra, una squadriglia di otto cacciatorpediniere alleati intercettò una formazione nemica al largo dell'isola di Ouessant (Ushant), affondando due cacciatorpediniere tedeschi e danneggiandone altrettanti senza subire perdite. Dopo altre missioni di pattugliamento e azioni diversive, l'8 luglio lo Huron fu coinvolto in una seconda azione nella Manica: in coppia con il cacciatorpediniere HMS Tartar, l'unità intercettò un piccolo gruppo navale tedesco rivendicando l'affondamento di due dragamine.
Il 13 agosto lo Huron lasciò le acque europee per dirigere ad Halifax in Canada, dove fu messo in cantiere per essere sottoposto a lavori di manutenzione protrattisi fino al novembre seguente. Fatto ritorno nel Regno Unito all'inizio del gennaio 1945, il cacciatorpediniere fu equipaggiato con nuovi apparati radar e impiegato in pattugliamenti nella zona di Plymouth prima di essere inviato, il 31 marzo, a Scapa Flow per riprendere le missioni di scorta ai convogli artici. Dopo la conclusione delle ostilità in Europa l'8 maggio, lo Huron fu inviato a Trondheim per assistere alla resa dei reparti tedeschi in Norvegia per poi fare ritorno ad Halifax il 10 giugno; la nave fu messa in cantiere per lavori di manutenzione e adeguamento in vista di un suo impiego sul fronte del Pacifico contro i giapponesi, ma con la resa del Giappone il 15 agosto i lavori furono sospesi e l'unità posta in riserva.

### Il periodo successivo
Lo Huron fu riattivato nel febbraio 1950 e riportato allo stato operativo dopo aver completato i lavori di manutenzione prima sospesi. Impegnato inizialmente come nave scuola, nel 1951 il cacciatorpediniere fu destinato alle operazioni delle Nazioni Unite nel corso della guerra di Corea, servendo per sei mesi al largo delle coste coreane come unità di scorta per il gruppo da battaglia del Commonwealth; nel 1953 la nave fu sottoposta a estesi lavori per essere trasformata in unità anti-sommergibile, per poi trascorrere altri due periodi di servizio in Corea sotto le insegne delle Nazioni Unite alla fine del 1954 e poi tra il marzo e l'ottobre 1955.
Negli anni seguenti lo Huron non fu impegnato in altre missioni operative, prendendo parte unicamente ad esercitazioni e missioni di addestramento con le altre unità della NATO in oceano Atlantico e nel mar Mediterraneo; il cacciatorpediniere trascorse anche diversi periodi fermo in cantiere per riparare danni da collisione e da incendi. Ormai obsoleto, lo Huron fu radiato dal servizio attivo il 30 aprile 1963; lo scafo fu infine venduto per la demolizione il 28 giugno 1965.